# Хеброн
Хеброн (арап. al-Ḫalīl / al Khalīl, الخليلⓘ; хеб. חֶבְרוֹןⓘ; ст. хеб. Ḥeḇrôn; тиб. хеб. Ḥеḇрôн) је град у јужној Јудеји, односно делу Западне обале, који припада држави Палестини. У њему живи око 215.452 Палестинаца (2016) и између 500 и 850 јеврејских насељеника који живе у старом делу Хеброна, док у оближњем граду Кирјат Арба живи 7.323 Јевреја. Хеброн се налази на 930 м изнад нивоа мора. Највећи је град Западне обале и други највећи у Палестини после Газе.
Муслимански екстремисти су 1929. масакрирали локално јеврејско становништво. У масакру је убијено 67 цивила, а преживели Јевреји избегли су из града. Након што је Израел заузео Хеброн у Шестодневном рату 1967, Јевреји су поново населили град.

## Етимологија
Име „Хеброн” потиче од речи חבר (хабар), односно „придружити се, спојити, бити у савезу”. Име „Хеброн” потиче од истог корена као и реч Хебер.
На арапском „إبراهيم الخليل” значи „Ибрахим пријатељ бога”, што симболизује да је, према исламском учењу, Алах (Бог) одабрао Ибрахима (Аврама) за свог пријатеља .

## Географија
Хеброн се налази 30 km јужно од Јерусалима. Познат је по својој виновој лози, грнчарским и стакларским радњама. Град Хеброн карактеришу уске, гранајуће улице, камене куће с равним кровом и стари базари. У њему се налази Универзитет Хеброн и Палестински политехнички универзитет. Хеброн је други најсветији град јеврејске религије.

## Локалне знаменитости
Најважнија историјска локација у Хеброну је Пећина патријараха или пећина Макпела (хебрејски: מערת המכפלה, или Ме'арат ха-Макпелах; арапски: الحرم الإبراهيمي, или ал-Харам ал-Ибрахими, „Светилиште Абрахамово”). Место је свето за све три најдоминантније религије на том подручју: јудаизам, хришћанство и ислам. Према „Првој књизи Мојсијевој” Аврам је купио пећину и оближње поље како би у њему сахранио супругу Сару. Јевреји верују да су Аврам, Сара, Исак, Ребека, Јаков и Леа сахрањени у пећини (преостали матријарх, Рахела је сахрањена ван Витлејема). Због тог разлога Јевреји град називају „Градом Патријараха“, те је због тога један од најсветијих јудаистичких градова (заједно с Јерусалимом, Тиберијадом и Цфатом). Сама пећина је друго место по светости у јудаизму, многе цркве, синагоге и џамије су у граду зидане кроз историју. Око Пећине патријараха је у доба Ирода Великог изграђен зид. Унутар зидина је у доба византијске власти саграђена базилика, која је након исламског освајања града претворена у Џамију Ибрахими. Муслимани сматрају Хеброн једним од четири најсветија града у исламу.

## Историја

### Бронзано доба
Археолошким ископавањима откривени су трагови снажних утврђења из раног бронзаног доба, која обухватају око 24–30 дунума око Тел Румејда. Град је процветао у 17-18 веку пре нове ере, пре него што је уништен у пожару, а поново је насељен у касном средњем бронзаном добу. Овај старији Хеброн је првобитно био Ханански краљевски град. Легенда о Авраму повезује град са библијским Хетитима. Претпоставља се да је Хеброн можда био главни град Шувардата из Гата, који је савременик јерусалимског регента Абди Хеба, иако су брда Хеброна била готово без насеља у касно бронзано доба. Аврамске религије повезане са Хеброном су номадске. Ово се може повезати са Кенитима, јер се каже да су номадски Кенити дуго контролисали град, и Хебер је име кенитског клана. У приповеци о хебрејском освајању, Хеброн је био један од два средишта под контролом Хананаца. Њима су владала три Анакова сина (benê/yelîdê hā'ănaq). Ова несемитска имена можда имају везе са групом елитних професионалних војних јединица (Филистејаца, Хетита), формираних у Ханану, чијим успоном је свргнут западносемитски клан Калеба. Могуће је да одражавају кенитску или кенизитску сеобу из Негева у Хеброн, пошто се чини да су појмови који се односе на Кенизите блиски урарском. Ово сугерише да иза легенде о Анакимима стоји неко рано хуритско становништво. У библијским списима они су представљени као потомци Нефилима. Књига постања помиње да се град раније звао Кирјат Арба, или „град четворице”, што се вероватно односи на четири пара који су тамо сахрањена, или на четири племена, или на четири четвртине, четири брда, или конфедерирано насеље четири породице.
Прича о Аврамовој куповини Пећине патријараха од библијских Хетита представља основни елемент у јеврејској везаности за земљу јер је означавао прву „некретнину” Израела много пре освајања предвођеног Јошуом. Овде се описује како је Аврам склопио први свечани савез са два локална аморитска клана, која су постали његови балеи брит или господари савеза.

### Гвоздено доба
Средиште Хеброна у доба старих Израелићана се налазило у делу данашњег града који се зове Тел Румеида, док се његов обредни центар налазио у Елонеи Мамри.

#### Хебрејска Библија
Каже се да га је од Хананаца отео Јошуа, за кога се наводи да је истребио претходне становнике, „уништавајући све што је узимало дах, као што је заповедао Господ Бог Израиљев”, или Јудино племе, или тачније Калеб Јудит. За сам град, са суседним пашњаком, каже се да је додељен кохатитском клану племена Левита, док су градска поља, као и његова околна села додељена Калебу, који је протерао три дива, Шешаја, Ахимана и Талмаја која су управљала градом. Касније, према Библији, краља Давида је позвао Бог да се пресели у Хеброн, одакле је владао око седам година. Израелске старешине долазе к њему у Хеброн, да склопе савез пред Елохимом и помажу њега краља Израела. У Хеброну се Авесалом самопрогласио краљем и подигао побуну против свог оца Давида. Постало је једно од главних средишта Јудиног племена и класификовано је као једно од шест традиционалних Градова уточишта.

### Класично доба
Након уништења Првог храма, већина јеврејских становника Хеброна прогнана је, а према конвенционалном мишљењу, неки истраживачи пронашли су трагове присутности Едомита после 5. - 4. века пре нове ере, када је то подручје постало ахеменидска провинција, и услед освајања Александра Великог Хеброн је током читавог хеленистичког доба био под утицајем Идумеје (како је ново подручје насељено Едомитима називано током персијског, хеленистичког и римског доба), о чему сведоче натписи из тог раздобља на којима се налази име едомитског Бога Коса. Изгледа да су и Јевреји живели тамо од повратка из вавилонског ропства. За време Макавејске побуне Хеброн је спалио и опљачкао Јуда Макавеј који се борио против Едомита 167. године пре нове ере. Изгледа да је град дуго одолевао Хасмонејској доминацији, и све до Првог римско-јеврејског рата сматран је за идумејски град.
Данашњи град Хеброн био је насељен у долини испод Тел Румеиде најкасније до римског доба.
Ирод Велики, краљ Јудеје, саградио је зид који и данас окружује Пећину Патријараха. Током првог римско-јеврејског рата Хеброн је освојио и опљачкао Симон бар Гиора, вођа сељаштва, без крвопролића. Касније је „мали град” уништио Веспазијанов официр Секст Ветулен Цериал. Јосиф Флавије је написао да је „побио све што је тамо пронашао, младе и старе, и спалио град”. После пораза Симона бар Кохбе 135. п. н. е., безбројни јеврејски заробљеници продати су у ропство на хебронској пијаци робова Теребинт.
Град је био део византијске провинције Палестина Прима у Дијецези Исток. Византијски цар Јустинијан I подигао је хришћанску цркву над Макпелском пећином (Пећином патријараха) у 6. веку пре нове ере, коју је касније Сасанидски генерал Шахрбараз уништио 614. године, када је војска Хозроја II опколила и заузела Јерусалим. Јеврејима није било дозвољено да живе у Хеброну под византијском влашћу. Само светилиште су, међутим, поштедели Персијанци, у знак поштовања према Јеврејима, којих је било много у Сасанидској војсци.

### Рано исламско доба
Хеброн је био један од последњих градова Палестине који је освојен у исламској инвазији у 7. веку, што је вероватно и разлог зашто се Хеброн не спомиње ни у једном традиционалном извору о арапском освајању. После пада града, освајач Јерусалима, калиф Омар Ибн Ал Хатаб дозволио је Јеврејима да се врате и изграде малу синагогу унутар Херодијанског округа. Када је Рашидунски калифат 638. успоставио власт над Хеброном, они су претворили византијску цркву на месту Аврамове гробнице у џамију. Постао је важна станица на трговачкој рути каравана из Египта, а такође и станица за ходочаснике који годишње праве хаџ из Дамаска. Католички бискуп Аркулф који је посетио Свету земљу током Омејадске владавине описао је град као неутврђен и сиромашан. У својим списима је такође споменуо караване камила који су превозили дрва из Хеброна у Јерусалим, што значи да су у то време арапски номади били присутни у региону. Трговина се значајно развила, посебно са Бедуинима у Негеву (Ал Накаб) и становништвом источно од Мртвог мора (Бахр Лут). Према Антону Киси, Јевреји из Хеброна (и Тира) су у 9. веку развили венецијанску индустрију стакла у граду. Ислам није сматрао град значајним пре 10. века, јер у муслиманској литератури тог периода скоро уопште није помињан. Јерусалимски географ Ал Мукадаси је у свом спису из 985. године, град описао на следећи начин:
 Хабра (Хеброн) је село Абрахама Ал Халила (Божји пријатељ)... Унутар је снажна тврђава... која је од огромног квадратног камења. У средини овога стоји купола од камена, саграђена у исламско време, над гробом Абрахамовим. Гробница Исака је напред, у главној згради џамије, Јаковљева гробница са задње стране; окренута сваком пророку лежи његова супруга. Ограда је претворена у џамију, а око ње су изграђене куће за одмор ходочасника, тако да се са свих страна граниче са главном зградом. До њих је проведен мали водовод. У околини града има села у свим правцима, са виноградима и земљом која рађа грожђе и јабуке зване Џабал Нахра... плод је непревазиђене изврсности... Велики део овог воћа се суши и шаље у Египат. У Хеброну постоји јавна гостинска кућа која је непрекидно отворена, са куваром, пекаром и слугама који су увек присутни. Она нуди јело од сочива и маслиновог уља свакој сиромашној особи која стигне, а поставља се и богатима, уколико желе да се придруже. Већина мушкараца изражава мишљење да је она настављач Абрахамове гостинске куће, међутим, она је у ствари из Вакуфа асхабе (сапутника) пророка Мухамеда Тамим Ал Дарија и других... Амир Хорасана... је доделио овој добротворној организацији хиљаду дирхама годишње,... Ал Шар Ал Адил му је даровао значајну оставштину. Тренутно не познајем у свим областима ал-ислама ниједну кућу гостопримства и доброчинства одличнију од ове.
Обичај, познат као Абрахамов сто (Симат Ал-Халил), био је сличан ономе који су успоставили Фатимиди, а у хебронска верзија је њен најпознатији израз. Персијски путник Насер Хосров који је посетио Хеброн 1047. забележио је у својој Сафарнами да
... овом светишту припада веома много села која му обезбеђују приходе за побожне сврхе. У једном од ових села је извор, где вода тече испод камена, али не у великом обиму; а спроводи га канал, урезан у земљу, до места изван града (Хеброна), где су изградили наткривени резервоар за сакупљање воде... Светилиште (Мазар), стоји на јужној граници града... ограђено је са четири зида. Михраб (или ниша) и Максура (или ограђени простор за молитве петком) стоје у ширини зграде (на јужном крају). У Максури је много финих Михраба. Даље је забележио: „Они узгајају у Хеброну углавном јечам, пшеница је ретка, али маслина има у изобиљу. Посетиоцима се дају хлеб и маслине. Овде има јако пуно млинова, у којима раде волови и муле, који цео дан мељу брашно, и даље, постоје девојке које током целог дана пеку хлеб. Векне су [око три килограма] и свакој особи која дође свакодневно дају векну хлеба и јело од сочива куваног на маслиновом уљу, такође нешто грожђица... Неких дана дође и пет стотина ходочасника, којима се нуди ово гостопримство”.
Документи из генизе из овог периода наводе само „гробове патријараха” и откривају да је у Хеброну постојала организована јеврејска заједница, која је имала синагогу у близини гробнице и била заокупљена пружањем смештаја јеврејским ходочасницима и трговцима. У време селџучког царства, заједницу је предводио Садија б. Абрахам б. Натан који је био познат као „хавер гробова патријараха”.

### Крсташко/Ајубидско доба
Калифат је опстао на том подручју до 1099. године, када је крсташ Готфрид Бујонски преузео Хеброн и преименовао га у Кастелион Сант Абрахам (Castellion Saint Abraham). Био је проглашен главним градом јужне области крсташког Јерусалимског краљевства која је као посед светог Абрахама, наизменично давана, Гелдемар Карпинелу, бискупу Жерару од Авеснеса, Хјуу из Ребека, Валтеру Мохамету и Балдуину од Светог Абрахама. Као франачки гарнизон Јерусалимског краљевства, био је тешко одбрањив, јер је био „нешто више од острва у муслиманском океану”. Крсташи су џамију и синагогу претворили у цркву. Године 1106. из Египта је покренут поход на јужну Палестину, снаге освајача су скоро успеле следеће године да преузму Хеброн од крсташа краља Балдуина I Јерусалимског, који је лично водио контра напад за одбацивање муслиманских снага. Године 1113. за време владавине Балдуина II Јерусалимског, према Алију из Херата (спис из 1173), одређени део над Абрахамовом пећином је пао и „неки су Франци ушли у њу”. И открили су „(тела) Абрахама, Исака и Јакова”, „њихови покрови распали су се на комаде, лежећи наслоњени на зид ... Тада је Краљ, након што је обезбедио нове покрове, уредио да се место поново затвори”. Сличне информације дате су 1119. у хроници Ибн Ат Асира; „Ове године је отворена Абрахамова гробница, и његова два сина Исака и Јакова ... Многи људи су видели патријараха. Сад су им оштећени удови, а поред њих су постављене златне и сребрне лампе”. Племић и историчар Дамашчанин Ибн Ал Каланиси у својој хроници такође у овом тренутку алудира на откриће реликвија за које се претпоставља да су Абрахам, Исак и Јаков, откриће које је изазвало јаку радозналости све три заједнице у Палестини, муслиманској, јеврејској и хришћанској. Крајем периода крсташке владавине, 1166. Мајмонид је посетио Хеброн и написао, 
 У недељу, 9. марта (Мархешван) (17. октобар), напустио сам Јерусалим и отишао у Хеброн пољубите гробнице мојих предака у пећини. Тог дана сам стајао у пећини и молио се, хвала Богу, (у знак захвалности) за све.
Краљевски домен, Хеброн је 1161. године предат Филип де Мију и придружен је Господству Трансјордан. Бискуп је постављен у Хеброну 1168. године, а нова катедрална црква Светог Аврахама саграђена је у јужном делу Харама. Епископска столица Хеброн створен је 1167. заједно са оним у Ел Караку и Севастији (гробница Јована Крститеља).

Године 1170. Бенјамин од Туделе посетио је град, који је назвао његовим франачким именом, „Ст. Абрам де Брон”. Известио је: 
 Овде је велика црква која се зове Свети Аврам, и ово је било јеврејско свето место у време владавине Мухамеданаца, али нејевреји су тамо подигли шест гробница, назване гробница Абрахама и Саре, Исака и Ребеке, Јакова и Леје. Чувари кажу ходочасницима да су то гробнице патријараха, за ове информације ходочасници дају новац. Ако неки Јеврејин дође и додели посебну награду, чувар пећине отвара му гвоздена врата која су изградили наши преци и тада се може спустити доле корачајући, држећи упаљену свећу у својој руци. Затим стиже до пећине у којој се ништа не може наћи, и пећине иза, која је такође празна, али када дође до треће пећине, има шест гробова, Абрахама, Исака и Јакова, сваки окренут према гробовима Саре, Ребеке и Леје.
Курдски муслиман Саладин преузео је Хеброн 1187. године - поново уз јеврејску помоћ, према једном каснијем традиционалном извору, у замену за писмо безбедности које им је омогућило да се врате у град и тамо саграде синагогу. Име града је промењено у „Ал Халил”. Курдска четврт још увек је постојала у граду током раног периода владавине Османлија. Недуго затим Ричард I Лавље Срце поново је заузео град. Ричард Корнволски, доведен из Енглеске како би решио сукоб између Витезова темплара и Хоспиталаца, чије је ривалство угрожавало споразум који гарантује регионалну стабилност уговорену са египатским султаном Салих Најм Ел Дин Ејубом, успео је да наметне мир на том подручју. Али убрзо након његовог одласка избио је сукоб и 1241. године Темплари су извршили препад на тада муслимански Хеброн, чиме је прекршен споразум.
Ануштегиниди су 1244. уништили град, али је светилиште остало недирнуто.

### Мамлучко доба
Након што је 1260. мамлучки султан Бајбарс победио монголску војску, изграђен је минарет на светилишту. Шест година касније, док је био на ходочашћу у Хеброну, Бајбарс је прогласио едикт којим је забрањено хришћанима и Јеврејима да уђу у светилиште, и друштвена клима је била мање толерантна према Јеврејима и хришћанима него што је то било под претходном ајубидском владавином. Едикт о искључењу хришћана и Јевреја није био строго примењен до средине 14. века, а 1490. године чак ни муслиманима није било дозвољено да уђу у пећине.
Млин у Артасу саграђен је 1307. године, профит од његових прихода био је намењен болници у Хеброну. Између 1318–20, набоб Газе и великог дела приморске и унутрашње Палестине наредио је изградњу џамије Ал Џавали да би се повећао молитвени простор за вернике у Ибрахими џамији.
Хеброн су током наредна два века посетили неки значајни рабини, међу њима Нахман (1270) и Иштори Хапархи (1322) који су забележили да у Хеброну постоји старо јеврејско гробље. Сунитског имама Ибн Кајим Ал Џавзију (1292–1350) су верске власти у Дамаску казниле због одбијања да призна Хеброн као место ходочашћа муслимана, што је био став и његовог учитеља Ибн Тајмије.
Италијански путник, Мешулам од Волтере (1481), нашао је не више од двадесет јеврејских породица које живе у Хеброну, и препричао како се јеврејске жене из Хеброна прерушавају велом како би могле проћи као муслиманке и ући у пећину патријараха, а да их нико не препозна као Јеврејке.
Описи Хеброна забележени су у часопису Стефена вон Гумпенберга (1449), Феликса Фабера (1483) и Муџир Ед Дина У овом периоду је мамлучки султан Кајтбеј оживео стари хебронски обичај „Абрахамов сто” и преузео га као модел за свој властити мадраса у Медини. Ово је постало огромна добротворна установа у близини Харама, која је свакодневно делила око 1.200 векни хлеба путницима свих вероисповести. Италијански рабин Овадија Бен Абрахам од Бартинора је око 1490. у „списима из Макпела” написао:
 Био сам у пећини Макпела над којом је саграђена џамија; а Арапи то место држе у великој части. Сви арапски краљеви долазе овде да понове своје молитве, али ни Јеврејин, ни Арапин, не могу ући у саму пећину, где су прави гробови патријараха; Арапи остају горе и пуштају горуће бакље кроз прозор, јер оне тамо увек горе. Хлеб и сочиво или нека друга врста махуна (семе грашка или пасуља) муслимани свакодневно деле сиромашнима, без разлике на веру, и то се чини у част Абрахаму.

### Рано Османско доба
Ширење Османског царства дуж јужне медитеранске обале под султаном Селимом I поклопило се са успостављањем инквизиције којом су католички монарси у Шпанији окончали вишевековни иберијски суживот („конвивенција”). Уследило је протеривање Јевреја, због кога су многи Јевреји Сефарди доспели у османске провинције, а догодио се и спор прилив Јевреја у Свету земљу, међу којима су били неки угледни Сефарди кабалисти насељени у Хеброну. Следећих два века, дошло је до значајне миграције бедуинских племена са Арапског полуострва у Палестину. Многи су се населили у три одвојена села у области Вади ал Халил, а њихови потомци су касније чинили већину становништва Хеброна.
Бројност јеврејске заједница је у 16. веку варирала између 8–10 породица, она је била у тешком финансијском стању у првој половини века. Познати кабалиста Малкиел Ашкенази 1540. године купио је двориште од мале караитске заједнице, у коме је основао сефардску Абрахам Авину синагогу. Абрахам Переира из Амстердама је 1540. основао јешиву Хесед Ле Абрахам у Хеброну која је привукла многе студенте. У раном 18. веку, јеврејска заједница је имала велике дугове, који су се готово учетворостручили од 1717–1729, и била „скоро згромљена” због изнуђивања турских паша. Велика количина новца изнуђена је од јеврејске заједнице 1773. или 1775, која је платила тражене суме да би избегла катастрофу којом је прећено, након што је изнета лажна оптужба да су убили сина локалног шеика и бацили његово тело у септичку јаму. Изасланици из заједнице су често слани у иностранство да траже средства.

Током османског периода, гробници патријараха која је била у трошном стању враћен је раскошни достојанствени изглед. Али Беј, један од ретких странаца који су добили приступ, известио је 1807. да: 
 су све гробнице патријараха прекривене богатим ћилимима од зелене свиле, сјајно извезене златом; оне за гробнице жена су црвене, везене на сличан начин. Цариградски султани обезбеђују тепихе који се повремено обнављају. Али Беј је избројао девет, један над другим, по гробу Абрахама.
 Хеброн је такође постао познат широм арапског света по производњи стакла, подстакнут бедуинским трговинским мрежама којима су допремани минерали из Мртвог мора, а индустрија се помиње у књизи 19. Западни путници у Палестину. На пример, Улрих Јаспер Зецен приметио је током својих путовања у Палестину 1808–1809 да је 150 људи запослено у индустрији стакла у Хеброну, упослених на 26 пећи. Роберт Сирс је 1844. написао да је становништво Хеброна састављено од 400 арапских породица, у граду је постојао значајан број продавница, а становништво је израђивало стаклене лампе, које су извожене у Египат. Путници раног 19. века такође су забележили да је дошло до процвата хебронске пољопривреде. Осим стакленог посуђа, Хеброн је био главни извозник дибса, грожђаног шећера, из чувеног грожђа „Дабукех” карактеристичног за Хеброн.
Сељачки арапски устанак избио је у априлу 1834. године, када је Ибрахим-паша из Египта објавио да ће регрутовати војнике из локалног муслиманског становништва. Хеброн, на челу са назиром Абд Ар Рахман Амром, одбио је да снабдева војску прописаном квотом регрута и тешко је страдао у египатском нападу у коме је угушен устанак. Град је опкољен и када је пао 4. августа, опустошила га је војска Ибрахим-паше. Процењује се да је у нападу убијено 500 муслимана из Хеброна, а око 750 становника одведено у војску. Отето је 120 младића и стављено на располагање официрима египатске војске. Већина муслиманског становништва успела је раније да побегне у брда. Многи Јевреји су побегли у Јерусалим, али током опште пљачке града најмање петорица су убијена. Укупна популација је 1838. процењена на 10.000. Када је влада Ибрахим-паше пала 1841, локални вођа клана Абд Ар Рахман Амр поново је преузео власт као шеик од Хеброна. Због његовог изнуђивања новца од локалног становништва, највећи део јеврејског становништва побегао је у Јерусалим. Османски гувернер Јерусалима (сераскер), Кибрисли Мехмед Емин-паша, 1846. покренуо је поход против побуњених шеика у области Хеброна, а својој војсци је дозволио да сруши град. Иако су постојале гласине да је потајно штитио Абд Ар Рахмана, потоњи је депортован заједно са другим локалним вођама (попут Муслиха Ал Аза од Бајт Џибрина), али је он успео да се врати у то подручје 1848.

### Касно Османско доба
До 1850. године, јеврејско становништво се састојало од 45–60 сефардских породица, међу којима је било 40 староседелачких породица, и заједнице Ашкеназија у граду присутне 30 година, која се састојала од 50 породица, углавном пољских и руских, из покрета Хабад (Љубавич Хасиди) који је заједницу основао 1823. Успоном Ибрахима-паше локална стакларска индустрија је на одређено време значајно смањила производњу, јер је поред губитака живота, његов план за изградњу медитеранске флоте довео до озбиљне сече у шумама Хеброна, па је постало теже доћи до огревног дрвета за пећи. У исто време, Египат је почео да увози јефтино европско стакло, преусмеравањем хаџа на Дамаск преко Трансјорданије елиминисан је Хеброн као полазиште, а Суецки канал (1869) оставио га је без трговине караванима. Последица је било стално слабљење локалне економије.
У то време град је био подељен на четири четврти, и то су: Древна четврт („Харат ал-Кадим”) близу пећине Мапела; јужно од ње налазила се четврт Трговаца свиле („Харат ал-Казаз”), насељена Јеврејима; на северозападу се налазила Шеикова четврт из доба Мамелука („Харат аш шеик”), и на северу, Густа четврт („Харат ал-Харба”). Новоименовани османски паша санџака у Јерусалиму, Ћамил-паша, покушао је 1855. да угуши побуну у Хеброну и околини. Ћамил и његова војска упутили су се према Хеброну у јулу 1855, са представницима енглеског, француског и других западних конзулата као сведоцима. Након што је уништио сву опозицију, Ћамил је именовао Салама Амра, брата и противника Абда Ал Рахмана, за назира из хебронског краја. После овога релативни мир је владао у граду следеће 4 године. Мађарски Јевреји из Карлин Хасидске заједнице настанили су се у другом делу града 1866. Према Надаву Шрагају арапско-јеврејски односи су били добри, а Алтер Ривлин, који је говорио арапски и сиријско-арамејски, постављен је за јеврејског представника у градском већу. Хеброн је био погођен јаком сушом током 1869–1871 па се храна продавала по десет пута вишој цени од нормалне вредности. Од 1874. округом Хеброн као делом Јерусалимског Санџака управљано је директно из Истанбула.
Касно у 19. веку производња хебронског стакла је опала због конкуренције увозних европских стакларских производа, међутим производи из Хеброна су се и даље продавали, нарочито међу сиромашним становништвом и јеврејским трговачким путницима из града. На Светској изложби у Бечу 1873. Хеброн је представљен стакленим украсима. Извештај француског конзула из 1886. године указује да је производња стакла остала важан извор зараде за Хеброн, а четири фабрике годишње су зарађивале 60.000 франака. Иако се економија других градова Палестине заснивала искључиво на трговини, Хеброн је био једини град у Палестини који је комбиновао пољопривреду, сточарство и трговину, укључујући производњу стакленог посуђа и обраду коже. То је зато што се најплоднија земља налазила унутар градских граница. Град се ипак сматрао непродуктивним и имао је репутацију „азила за сиромашне и духовне”. У архитектонском стилу град се Разликовао од Наблуса, чији су богати трговци градили лепе куће, главна карактеристика Хеброна била су његова полуурбана, полусеоска пребивалишта.
Хеброн је био претежно бедуински и исламски, и „мрачно конзервативан” у свом религиозном изгледу, са јаком традицијом непријатељства према Јеврејима. Имао је репутацију верске ревности у љубоморној заштити својих локација од Јевреја и хришћана, али и јеврејска и хришћанска заједница су, очигледно, добро интегрисане у економски живот града. Као резултат комерцијалног пада порески приходи су се значајно смањили, а османска власт је избегавала уплитање у сложену локалну политику, па је Хеброн остао релативно недирнут, затим је постао 'један од аутономнијих региона у касној османској Палестини'.
Јеврејска заједница је била под француском заштитом до 1914. Локални Јевреји били су подељени између староседелаца Сефарда, чији су чланови говорили арапски и прихватили арапску одећу, и новопридошле заједнице Ашкеназија. Молили су се у различитим синагогама, слали своју децу у различите школе, живели у различитим квартовима и нису се венчавали међусобно. Већина локалних Јевреја су били ортодоксни јевреји и анти-ционисти.

### Доба Британског мандата над Палестином
Британци су окупирали Хеброн 8. децембра 1917; управљање окупираном територијом је прерасло у Британски мандат над Палестином 1920. Већи део Хеброна био је у власништву старих исламских добротворних установа (вакуфа), при чему је око 60% све земље у Хеброну и око њега припадало вакуфу Тамим Ал Дари. Град је 1922. имао 17.000 становника. Током 1920-их Абд Ал Хај Ал Хатиб је постављен за муфтију Хеброна. Пре именовања био је противник Хаџ Амина, подржавао је муслиманска национална удружења и имао добре контакте са ционистима. Касније, Ал Хатиб је постао један од ретких следбеника Хаџ Амина у Хеброну. Током касног османског царства У Палестини се појавила нова владајућа елита. Касније су чинили језгро растућег арапског националистичког покрета почетком 20. века. Током мандата, делегати из Хеброна су чинили само 1% политичког руководства. Одлука палестинских Арапа да бојкотују изборе за законодавно тело 1923. донесена је на петом палестинском конгресу, након извештаја Муршида Шахина (арапски про-ционистички активиста) да у Хеброну постоји снажан отпор изборима. Скоро ниједна кућа није остала неоштећена у Хеброну када је 11. јула 1927. земљотрес погодио Палестину.
Пећина патријараха и даље је званично затворена за немуслимане, а извештаје да је улазак на ово место олакшан 1928. године Врховно муслиманско веће је одбацило.
У ово време, након покушаја литванске владе да привуче студенте јешиве у војску, литванска јешива Хеброн (Кнесес Јисроел) преселила се у Хеброн, након консултација између рабина Носона Цви Финкела, Језекиља Сарне и Моше Мордекај Епстина. и до 1929. године привукла је око 265 студената из Европе и Сједињених Држава. Већина јеврејског становништва живела је на периферији Хеброна, поред путева ка Биршеби и Јерусалиму, изнајмљујући куће у власништву Арапа, од којих су многе изграђене у сврху смештаја јеврејских станара, а неколико десетина је било у граду око синагога. Током масакра у Хеброну 1929. године, арапски побуњеници су убили између 64 и 67 јеврејских мушкараца, жена и деце и ранили 60, док су јеврејске куће и синагоге опљачкане; 435 Јевреја је преживело кријући се у склоништима или захваљујући помоћи арапских суседа, који су их скривали. Неки хебронски Арапи, укључујући Ахмада Рашида ал Хирбавија, председника Привредне коморе Хеброна, подржали су повратак Јевреја након масакра. Две године касније, 35 породица се вратило у рушевине јеврејског кварта, али уочи палестинске побуне (23. априла 1936) британска влада је, као меру предострожности, одлучила да пресели јеврејску заједницу из Хеброна због њене безбедности. Једини изузетак био је Хебронац Јаков бен Шалом Езра чија породица је у граду живела 8. генерација. Он је прерађивао млечне производе у граду, и добро се уклопио у друштвени пејзаж и тамо живео под заштитом пријатеља. У новембру 1947, у ишчекивању гласања у УН-у о подели Палестине, породица Езра затворила је своју продавницу и напустила град. Јоси Езра од тада покушава да поврати имовину своје породице преко израелских судова.

### Јорданско доба
На почетку Арапско-израелског рата, Египат је преузео контролу над Хеброном. Између маја и октобра, Египат и Јордан су се борили за превласт у Хеброну и његовој околини. Обе земље су именовале војне гувернере у граду, надајући се да ће добити признање од званичника Хеброна. Египћани су успели да убеде пројорданског градоначелника да подржи њихову власт, макар површно, али расположење локалног становништва окренуло се против њих када су увели порезе. Сељани који су живели у окружењу Хеброна пружали су отпор, због чега су избили сукоби у којима су неки од њих убијени. Крајем 1948. део египатских снага између Витлејема и Хеброна био је одсечен од њихових линија снабдевања, па је Глаб Паша послао 350 арапских легионара и једно оклопно возило до Хеброна као појачање. Када је потписано примирје, град је према њему био под контролом јорданске војске. Споразум о примирју између Израела и Јордана имао је за циљ да омогући израелским јеврејским ходочасницима да посете Хеброн, али, пошто је било забрањено Јеврејима из целог света да уђу у Јордан, то се није догодило.
Децембра 1948. сазвана је Јерихонска конференција да би се одлучила о будућности Западне обале, која је била под контролом Јордана. Угледни људи Хеброна, на челу са градоначелником Мухамадом Али Ал Џабаријем, гласали су за улазак у састав Јордана и признавање Абдулаха I од Јордана као свог краља. Једнострана анексија која је уследила користила је Арапима Хеброна, који су током 1950-их играли значајну улогу у економском развоју Јордана.
Иако се значајан број људи преселио у Јерусалим из Хеброна током јорданског доба, Сам Хеброн је имао значајан пораст становништва због досељавања 35.000 људи у град. Током овог периода, уклоњени су знаци претходног јеврејског присуства у Хеброну.

### Израелска окупација
Након Шестодневног рата у јуну 1967, Израел је окупирао Хеброн заједно са остатком Западне обале, успостављајући војну власт над тим простором. У покушају да постигне споразум Земља за мир, Јигал Алон је предложио да Израел анектира 45% Западне обале, а остатак врати Јордану. Према Алоновом плану град Хеброн би се налазио на јорданској територији, а да би одредио границу Израела, Алон је предложио изградњу јеврејског насеља у близини Хеброна. Давид Бен-Гурион је сматрао да је Хеброн онај део освојених територија који треба да остане под јеврејском контролом и буде отворен за јеврејско насељавање. Осим његове симболичке поруке међународној заједници да су права Израела у Хеброну, према Јеврејима, била неотуђива, насељавање Хеброна је имало и теолошки значај у неким четвртима. Код неких је насељавање Хеброна изазивало месијански жар.
Преживели и потомци претходне јеврејске заједнице у Хеброну имају различите ставове. Неки подржавају пројекат ширења јеврејског насеља, други препоручују живот у миру с хебронским Арапима, док трећа група препоручује потпуно напуштање насеља. Потомци који подржавају друга два становишта сусрели су се са палестинским лидерима у Хеброну. Једна група потомака се 1997. оградила од нових досељеника називајући их препреком миру. Члан групе који је директан потомак хебронских избеглица из 1929. је 15. маја 2006, позвао владу да настави са подршком јеврејском насељу и омогући повратак осам породица евакуисаних претходног јануара из домова које су основали у испражњеним продавницама у близини насеља Аврахам Авину. За насеље Бет Хашалом, основано 2007. постојао је налог суда који дозвољава његову присилну евакуацију. Сви јеврејски досељеници су избачени 3. децембра 2008.
Непосредно након рата 1967, градоначелник Ал Џабари неуспешно је промовисао стварање аутономног палестинског ентитета на Западној обали, а до 1972. залагао се за стварање конфедерације уместо унитарног Јордана. Ал Џабари је, међутим, доследно подржавао помирљиву политику према Израелу. Њега је на функцији заменио Фахад Кавасими после избора за градоначелника 1976, што је означило јачање подршке про-ПЛО националистичким лидерима.
Присталице јеврејског насеља у Хеброну свој програм виде као враћање важне баштине која датира из библијских времена, а коју су украли Арапи након масакра 1929. Сврха насеља је враћање у 'земљу наших предака', а модел враћања хебронских светих места на палестинској територији створио је образац по коме су деловали досељеници у Витлејему и Наблусу. Многи извештаји, како страни тако и израелски, веома су критични према понашању јеврејских досељеника у Хеброну.
Шеик Фарид Хадер предводи племе Џабари, које се састоји од око 35.000 људи, и које се сматра једним од најважнијих племена у Хеброну. Годинама су припадници племена Џабари били градоначелници Хеброна. Хадер се редовно сусреће са досељеницима и израелским владиним званичницима и противник је концепта Палестинске државе и саме Палестинске управе. Хадер сматра да Јевреји и Арапи морају научити да коегзистирају.

### Подела Хеброна
Након потписивања Споразума из Осла 1995. и Хебронског споразума 1997, палестински градови су стављени под искључиву надлежност Палестинске управе, са изузетком Хеброна, који је подељен на два сектора: H1 контролише Палестинска управа, а H2 - који укључује стари део Хеброна - остао је под војном контролом Израела. Око 120.000 Палестинаца живи у H1, док је око 30.000 Палестинаца, заједно са око 700 Израелаца, остало под војном контролом израелске државе у другој половини. У Хеброну је 2009. живело укупно 86 јеврејских породица. Израелске одбрамбене снаге не смеју ући у H1 ако немају палестинску пратњу. Палестинци не могу приступити областима у којима живе досељеници без посебних дозвола израелске војске. Међународна заједница сматра јеврејско насеље незаконитим, што израелска влада оспорава.
Палестинско становништво у H2 значајно је смањено због утицаја израелских безбедносних мера, укључујући продужени полицијски час, строга ограничења кретања, и обустављање палестинских комерцијалних активности у близини насеља, а такође и због узнемиравања досељеника.
Палестинцима је забрањено да користе улицу Ал Шухада, главну комерцијалну магистралу. Као резултат тога, половина арапских продавница у H2 престала је са радом од 1994.

## Галерија
- Уништена јеврејска кућа у арапском масакру хебронских Јевреја 1929. године
- Пијаца у Старом граду.
- Израелски војници у Хеброну 2004. године
- Гроб праоца Јакова у Хеброну.